# Thobias Fredriksson
Thobias Fredriksson (* 4. April 1975 in Gunnersnäs) ist ein ehemaliger schwedischer Skilangläufer.

## Werdegang
Die ersten internationalen Rennen bestritt Thobias Fredriksson bereits 1993, als er an den Junioren-Weltmeisterschaften im tschechischen Harrachov teilnahm. Mit 18 Jahren gewann er damals die Bronzemedaille über 10 Kilometer im klassischen Stil und Silber mit der schwedischen Staffel. Im Folgejahr gewann er im österreichischen Breitenwang mit der schwedischen Mannschaft erneut Staffelsilber. 1995 gewann er bei den Junioren-Weltmeisterschaften in Gällivare zum zweiten Mal Bronze über zehn Kilometer. In der Saison 1995/1996 nahm der Schwede zum ersten Mal an einem Weltcup teil, konnte jedoch mit der Elite noch nicht mithalten. Erst zwei Jahre später machte er mit dem 13. Platz im Sprint auf sich aufmerksam. Thobias Fredriksson legte sein Hauptaugenmerk auf den Sprint und fuhr dabei auch große Erfolge ein. Bei den Nordischen Skiweltmeisterschaften 2003 holte er im Val di Fiemme den Titel im Sprint, 2005 gewann er in Oberstdorf die Bronzemedaille. In der Saison 2002/2003 und 2003/2004 dominierte Fredriksson zudem im Sprint-Gesamtklassement, 2005/2006 wurde er in dieser Wertung Zweiter. Ein weiterer großer Erfolg vom Schweden ist der Gewinn der Goldmedaille bei den Olympischen Spielen 2006 in Turin. Zusammen mit Björn Lind war Thobias Fredriksson im Teamsprint in nicht zu schlagen. Den Einzelsprint beendete er hier als Dritter. Aufgrund von Querelen trennte sich Thobias Fredriksson im Jahr 2007 vom schwedischen Verband und trainiert seitdem in einem Privatteam.
Sein Bruder Mathias ist ebenfalls erfolgreicher Skilangläufer.

## Erfolge

### Medaillen bei Olympischen Spielen
- 2006 in Turin: Gold im Teamsprint, Bronze im Sprint

### Medaillen bei Weltmeisterschaften
- 2003 im Val di Fiemme: Gold im Sprint
- 2005 in Oberstdorf: Bronze im Sprint

### Siege bei Weltcuprennen

#### Weltcupsiege im Einzel
| Nr. | Datum           | Ort        | Disziplin       |
| --- | --------------- | ---------- | --------------- |
| 1.  | 20. März 2003   | Borlänge   | Sprint Freistil |
| 2.  | 18. Januar 2004 | Nové Město | Sprint Freistil |
| 3.  | 5. März 2004    | Lahti      | Sprint Freistil |
| 4.  | 7. März 2006    | Borlänge   | Sprint Freistil |
| 5.  | 15. März 2006   | Changchun  | Sprint Freistil |

#### Weltcupsiege im Team
| Nr. | Datum            | Ort        | Disziplin  |
| --- | ---------------- | ---------- | ---------- |
| 1.  | 26. Oktober 2003 | Düsseldorf | Teamsprint |
| 2.  | 28. Oktober 2007 | Düsseldorf | Teamsprint |

## Weltcup-Gesamtplatzierungen
| Saison    | Gesamt | Gesamt | Distanz | Distanz | Sprint | Sprint |
| Saison    | Punkte | Platz  | Punkte  | Platz   | Punkte | Platz  |
| --------- | ------ | ------ | ------- | ------- | ------ | ------ |
| 1996/97   | 12     | 79.    | –       | –       | 12     | 58.    |
| 1997/98   | 80     | 30.    | –       | –       | 80     | 23.    |
| 1998/99   | 60     | 43.    | –       | –       | 252    | 9.     |
| 1999/2000 | 31     | 73.    | –       | –       | 31     | 39.    |
| 2000/01   | 152    | 31.    | –       | –       | 161    | 8.     |
| 2001/02   | 150    | 30.    | –       | –       | 254    | 4.     |
| 2002/03   | 284    | 17.    | –       | –       | 416    | 1.     |
| 2003/04   | 436    | 9.     | 26      | 61.     | 410    | 1.     |
| 2004/05   | 277    | 18.    | 26      | 55.     | 267    | 4.     |
| 2005/06   | 414    | 7.     | –       | –       | 443    | 2.     |
| 2006/07   | 107    | 49.    | –       | –       | 107    | 23.    |
| 2007/08   | 88     | 64.    | –       | –       | 88     | 31.    |
| 2008/09   | 27     | 110.   | –       | –       | 27     | 60.    |
| 2009/10   | 49     | 96.    | –       | –       | 49     | 47.    |